# German Hubert Christian Maaßen

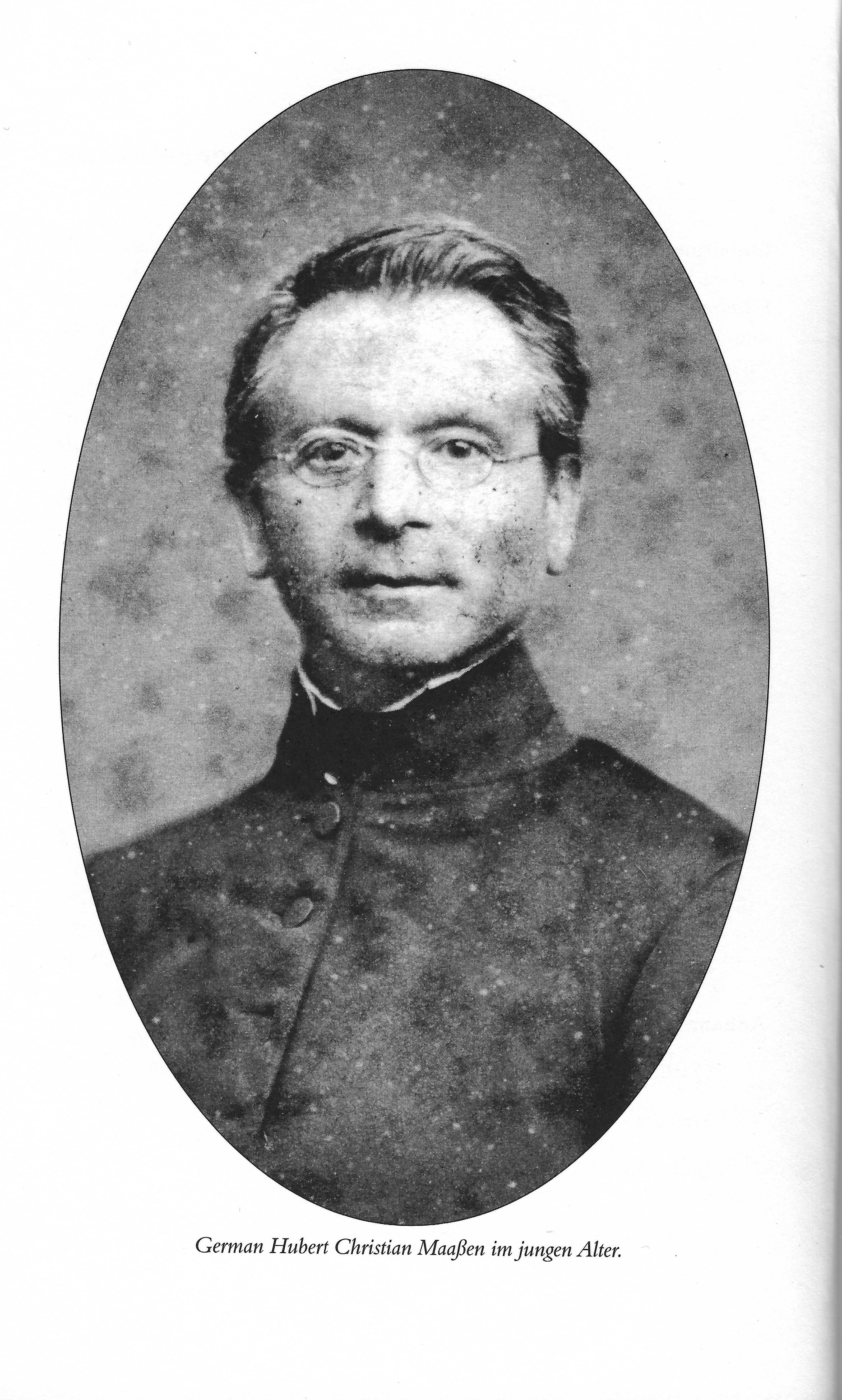
German Maaßen, 50 Jahre Pfarrer in Hemmerich

German Hubert Christian Maaßen, auch Germanus Hubert Christian Maaßen (* 18. September 1825 in Haaren bei Aachen; † 12. Januar 1910 in Bonn) war ein deutscher katholischer Pfarrer und Althistoriker.

## Leben

### Jugend und Bildungsweg
Maaßen wurde als erstes der insgesamt fünf Kinder des Schneiders Gerhard Joseph Maaßen und seiner Frau, der Hauswirtin Maria Catherina geborene Heiligers, in Haaren, einem heutigen Stadtteil Aachens geboren. Noch am gleichen Tag wurde er in der dem hl. Germanus von Auxerre geweihten Haarener Pfarrkirche St. Germanus getauft und erhielt als Rufnamen den Namen des örtlichen Pfarrpatrons Germanus.
Erst relativ spät soll es den nicht sehr begüterten Eltern möglich gewesen sein, ihren ältesten Sohn auf einer höheren Schule unterrichten zu lassen. Wohl auf Anraten des Haarener Pfarrers besuchte Maaßen dann das Aachener Gymnasium Marianum des Jesuitenordens, das heutige Kaiser-Karls-Gymnasium, auf dem er sich durch besonders gute Leistungen hervortat, die sich in der Benotung seines Reifezeugnis widerspiegelten.
Da sich seine beruflichen Vorstellungen schon früh gefestigt hatten, ermöglichte ihm eine private Aachener Studienstiftung an der Universität zu Bonn ein Studium, zu dem er zum Wintersemester 1848 anmeldete und ein Theologiestudium aufnahm, welches er nach sechs Semestern im Sommer 1851 erfolgreich abschloss. Sein Studium wird als eine Zeit intensiven Lernens beschrieben, in der er neben den Kernfächern Theologie und Philosophie auch entfernte Fachgebiete nicht ausließ. So bescheinigte ihm der damalige Ordinarius für Orientalische Sprachen Freitag den Erwerb ausgezeichneter Kenntnisse der arabischen Sprache.
Im unmittelbaren Anschluss an seine Bonner Studienzeit, wechselte Maaßen nach Köln und trat in das dortige Priesterseminar des Erzbistums Köln ein und wurde am 2. September 1852 von Kardinal Johannes von Geissel zum Priester geweiht.

### Priesterlaufbahn
Maaßen war nun 27 Jahre alt und wurde vorerst vier Jahre als Vikar tätig. So in Ratheim und in der damals noch eigenständigen Gemeinde Rodenkirchen mit seiner mittelalterlichen Pfarrkirche St. Maternus. Möglicherweise entstand zu dieser Zeit eine Fotografie, die ihn als jungen Geistlichen in der Soutane ablichtete. Seit 1858 war er Hauskaplan auf dem Schloss Ehreshoven und wurde im Frühjahr 1862 hauptamtlicher Pfarrer zu Hemmerich und Kardorf.

### Pfarrer und Schulpfleger

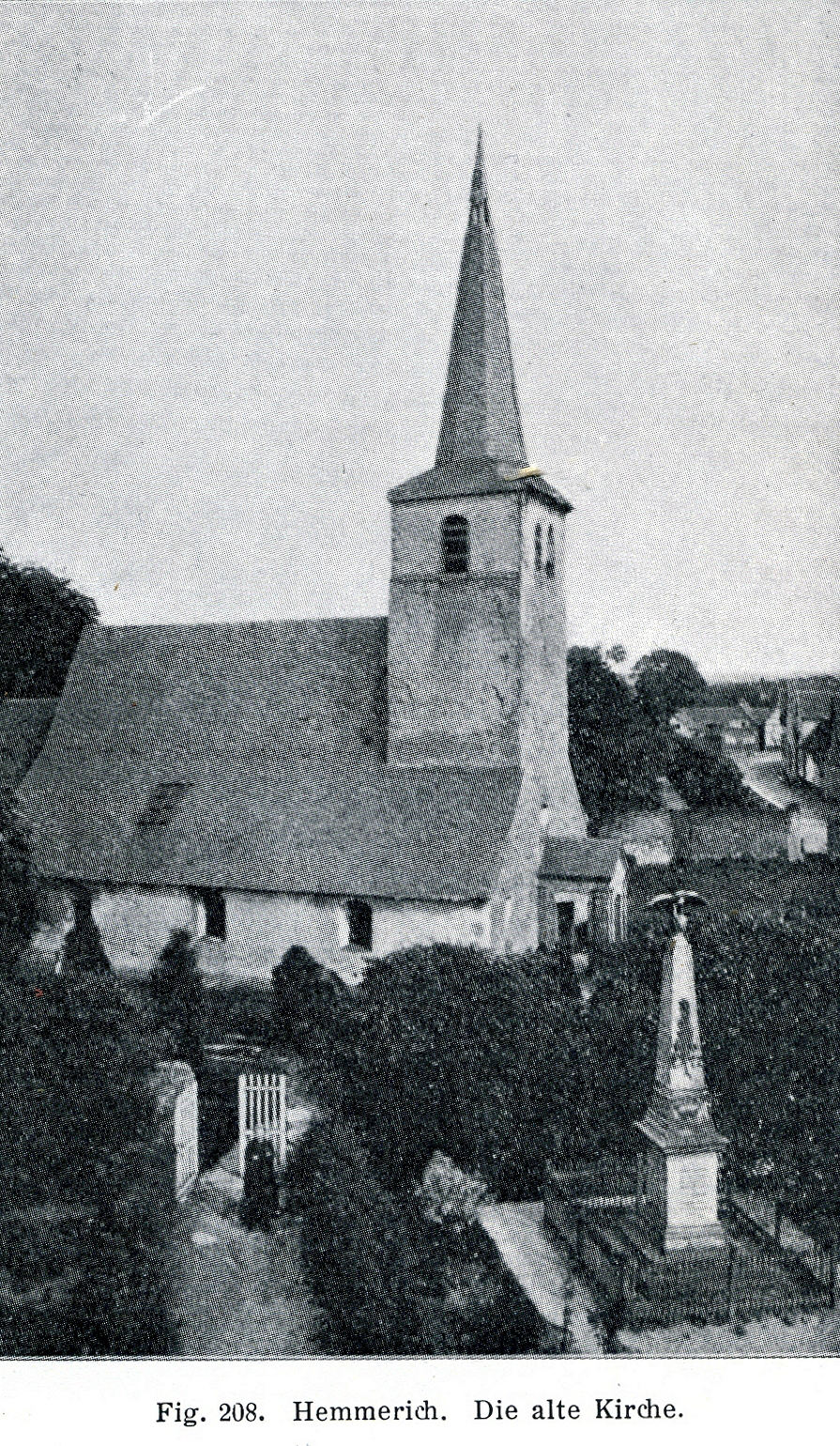
German Maaßen vor seiner Pfarrkirche

Das auf dem Rücken der Ville gelegene Dorf Hemmerich (etymologisch „auf dem hohen Berg“) bildete in früherer Zeit mit dem am Fuß der Ville (dem im Tal „Kar“) gelegenen Ort Kardorf eine zusammenhängende Gemeinde in der Bürgermeisterei Waldorf. Dort oben übernahm Maaßen von 1867 bis 1874, zusätzlich zu seinem Pfarramt, das Amt eines Schulpflegers für das Dekanat Hersel. In Folge der neuen Falk’schen Schulverordnungen von 1872 wurde er von dieser Aufgabe entbunden, erhielt aber in Anerkennung seines Engagements ein Dankschreiben der königlichen Regierung. Für die Seelsorge in seiner Pfarrgemeinde war ihm ein Vikar als Stellvertreter unterstellt worden, sodass Maaßen in seiner über 50 Jahre andauernden Amtszeit genügend Freiraum blieb, sich als Forscher und Autor zu beschäftigen.

### Ambitionen als Historiker und Archäologe

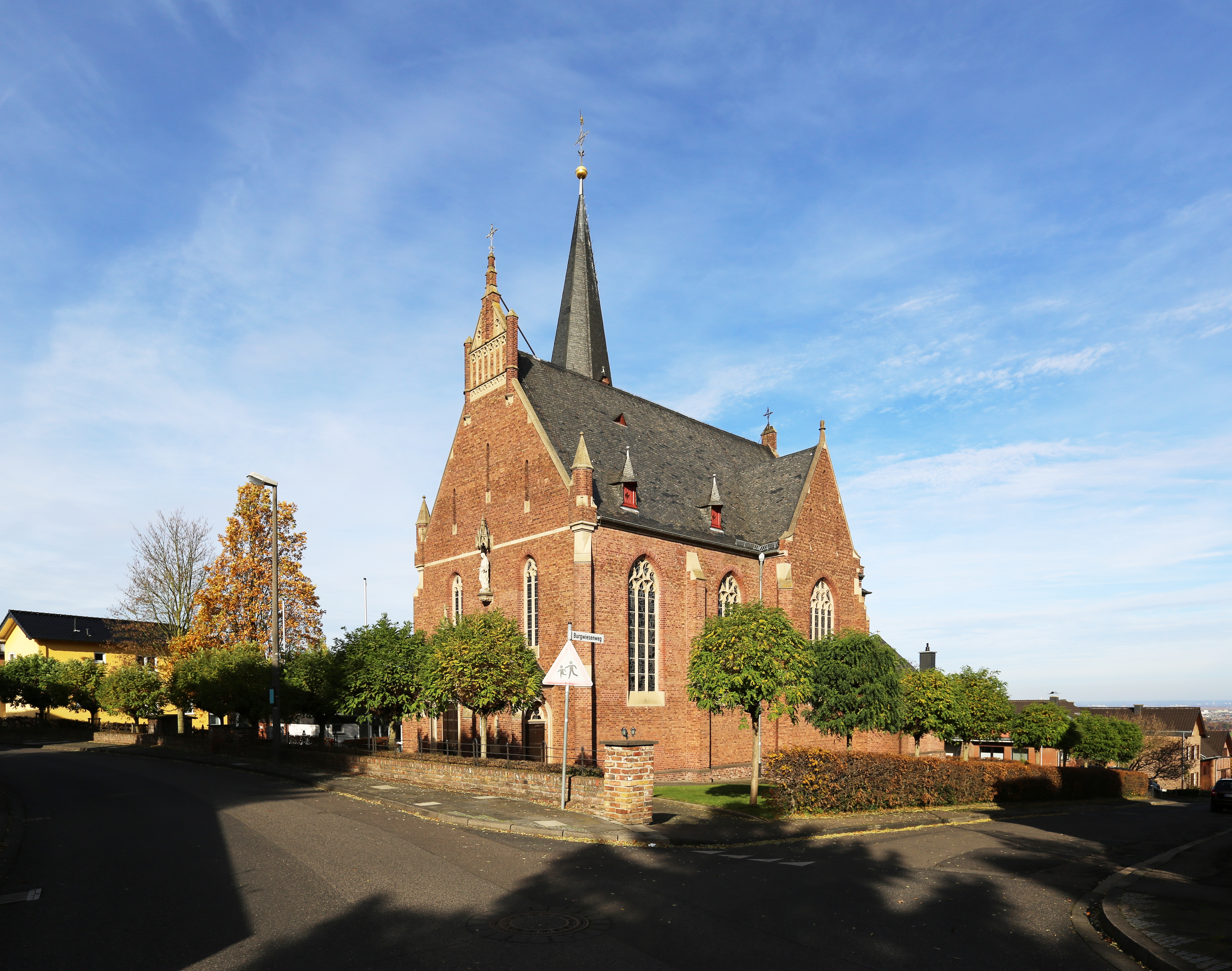
Neu St. Ägidius an der Maaßenstraße

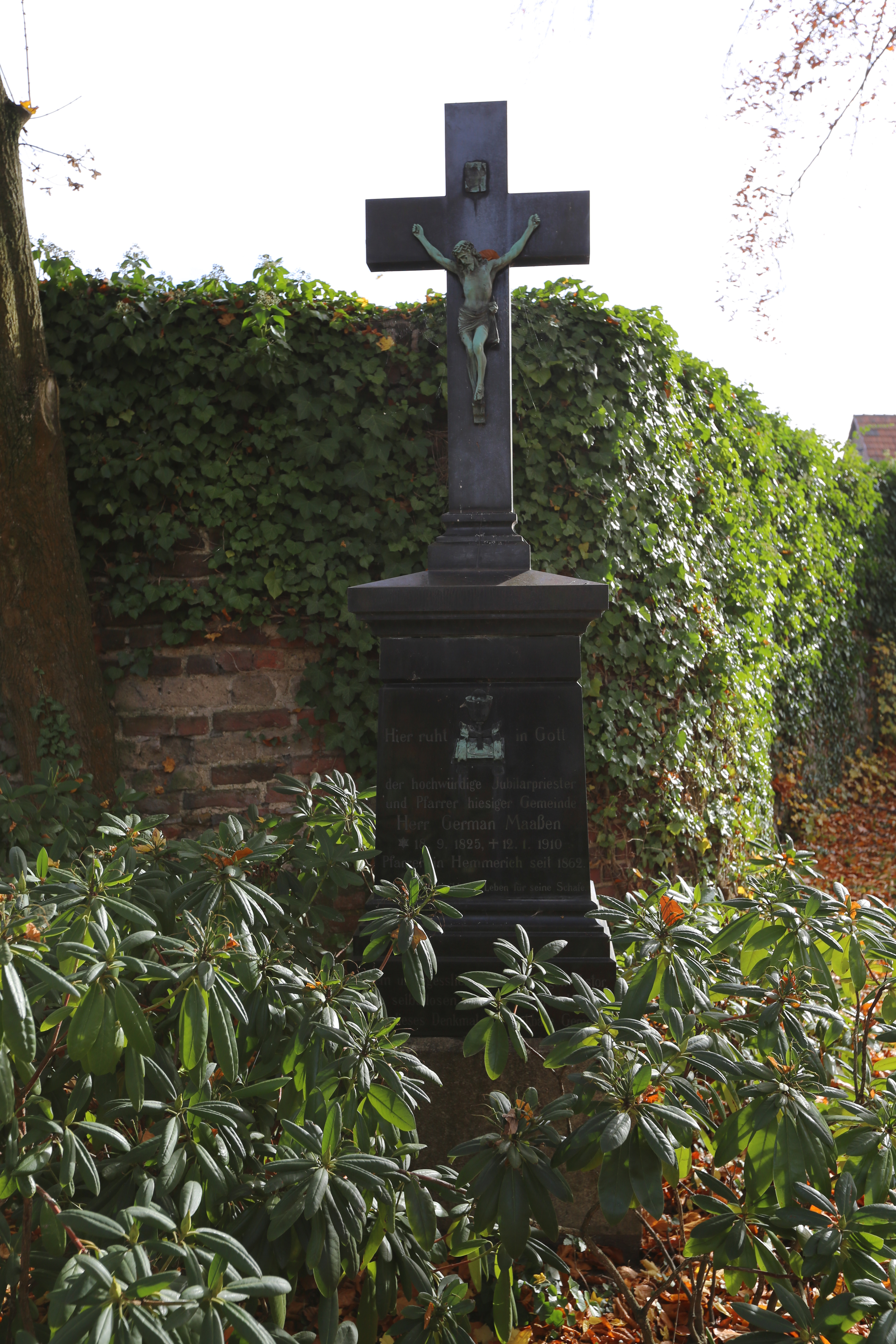
Grabmal Maaßen

Maaßens geschichtliches Interesse, insbesondere die römischen Ursprünge seiner rheinischen Heimat betreffend, war früh vorhanden und wurde schon in seinem Zeugnis der Reife hervorgehoben. So hieß es in diesem: „Seine historischen Kenntnisse sind gründlich und umfangreich“. Auslöser dieses speziellen Wissensdurstes soll für den Gymnasiasten aus Haaren das antike Aachen (Aquae Granni) gewesen sein wie auch der Studienaufenthalt seiner weiteren Ausbildung in den ehemaligen Römerstätten Bonn und Köln ein Übriges bewirkten. Nun am Sitz seiner Pfarrei in Hemmerich fand er ebenfalls ein Umfeld vor, in dem die Spuren der Römerzeit unübersehbar waren und ihn zum Autodidakten in der Archäologie werden ließen.
Fünf Jahre nach seinem Amtsantritt in Hemmerich erschien 1867 die von C. A. Eick verfasste, grundlegende Publikation zur römischen Eifelwasserleitung. Ob die Lektüre dieser Veröffentlichung für seine folgenden Forschungen ausschlaggebend war, ist nicht bekannt, jedoch konnte Maaßen nach seiner Entlassung aus dem Amt des Schulpflegers mit eigenen Forschungen beginnen, wobei er auf Eicks Angaben aufbauen konnte.
Maaßen machte sich in der Folge als Geschichtsforscher und Verfasser heimatkundlicher Schriften einen Namen. Wie sein Amtskollege und Zeitgenosse, der Fischenicher Pfarrer Rosellen, der Forschungen zur Geschichte der Orte seines Dekanats Brühl unternahm und später veröffentlichte, interessierten auch ihn die geschichtlichen Wurzeln der Vorgebirgsorte, deren Anfänge häufig in der römischen Zeit zu suchen waren. So wurde er nicht nur durch ein umfassendes Werk zur Geschichte der Pfarreien des Dekanates Hersel bekannt, sondern wandte sich auch der Erforschung antiker Spuren zu, die zu dieser Zeit auch in den Orten seines Dekanats in Form einer großen Vielfalt von Artefakten geborgen wurden. Bei diesen Forschungen soll es nicht selten gewesen sein, dass Maaßen selbst Messungen oder Grabungen durchführte. Während die römischen Baumeister beispielsweise das Gefälle der Wasserleitungstrasse mit Hilfe eines bereits im 1. Jahrhundert v. Chr. von dem Architekten und Ingenieur Marcus Vitruvius Pollio im antiken Rom entwickelten Chorobates berechneten, konnte Maaßen seine Messungen mit einem Nivelliergerät durchführen.

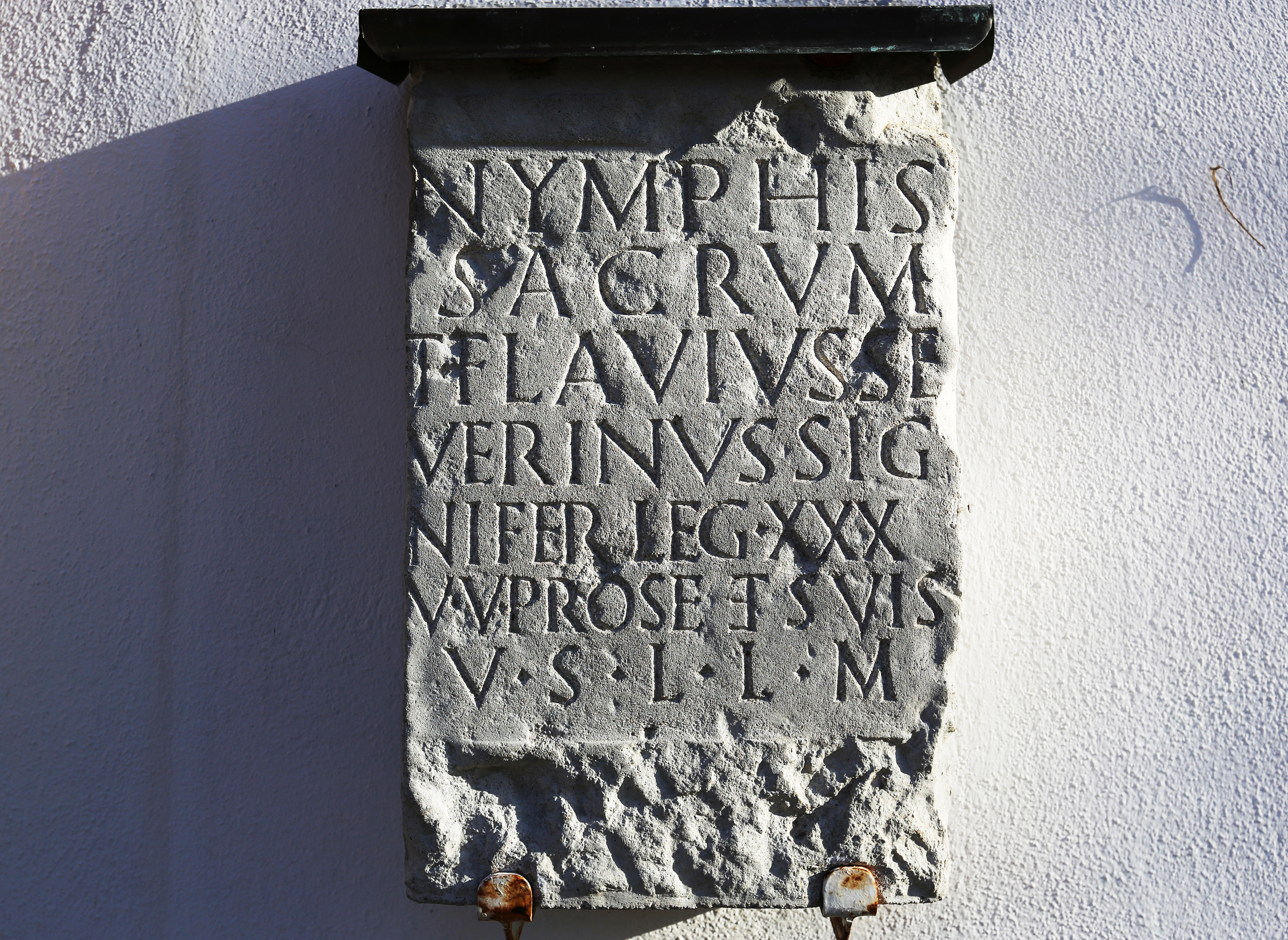
Nachbildung eines 1871 von Maaßen aus dem Altar der alten Pfarrkirche in Merten geborgenen Weihestein. Das Original von 250 n. Chr. ging ins Bonner Landesmuseum

Zur Seite stand ihm als Helfer und Freund der preußische General Carl von Veith, der in den 1880er Jahren speziell die Römerstraße Trier-Köln erforschte. In speziellen Fragen wandte Maaßen sich an Fachleute, um sich wissenschaftlich fundierten Rat einzuholen. Beispielsweise kontaktierte er bei Problemen numismatischer Bestimmung antiker Münzen Theodor Mommsen in Berlin, der ihm auch im Fall mehrerer der im Vorgebirge häufig geborgenen Ziegel ein Gutachten erstellte. Die Ziegel trugen demnach den Stempel der Bonner Legion Prima Minervia, in deren Auftrag sie auch gebrannt worden waren.
Die bei seinen Grabungen geborgenen Artefakte beschrieb er dezidiert, fertigte Zeichnungen der Objekte an und publizierte seine Forschungsergebnisse in den Annalen des Historischen Vereins für den Niederrhein.
Seine Forschungen zur römischen Staatsstraße von Trier über Belgica (Belgica vicus) bis Wesseling, dem Römerkanal am Vorgebirge und vor allem seine Arbeiten zur Geschichte der Orte seines Dekanates waren anerkannt und dienten Publikationen der späteren Zeit zur Referenzierung. Verweise auf Maaßens Veröffentlichungen finden sich in zahlreichen Ausgaben der Schriftenreihe Die Kunstdenkmäler der Rheinprovinz, die in den Anfängen des 20. Jahrhunderts erschienen. Verweise auf seine Angaben sind aber auch in jüngsten Fachbeiträgen des LVR-Amt für Bodendenkmalpflege im Rheinland präsent.

### Bau einer neuen Pfarrkirche
Neben seinen Ambitionen in der „Alterthumsforschung“ galt jedoch immer sein besonderes Interesse dem Neubau einer Pfarrkirche in Hemmerich, an deren Entstehen er letztendlich maßgeblich beteiligt war. Es ist die heutige, im Stil der Backsteingotik errichtete Kirche des Ortes. Pfarrer Maaßen starb am 12. Januar 1910 im Krankenhaus der Barmherzigen Brüder (dem heutigen Petruskrankenhaus) in Bonn und wurde auf dem alten Kirchhof des Ortes, in Sichtweite des erhaltenen romanischen Chores seiner alten Pfarrkirche bestattet.

### Gedenken
Maaßens Grab und sein Grabkreuz sind auf dem alten Hemmericher Friedhof der Priestergräber erhalten. Das Pfarrhaus der Kirchengemeinde in Hemmerich und die neue Pfarrkirche St. Aegidius stehen heute an der 1951 nach German Maaßen benannten Maaßenstraße, der ehemaligen Corporalsgasse.

## Schriften
- Geschichte der Pfarreien des Dekanates Bonn, 2 Bände, Köln, Bachem [u. a.] 1894 (Digitalisat)

Vier Bände zur Dekanatsgeschichte des Erzbistums Köln. Bd. XXVIII, Köln: Verlag Bachem, 1883 bis 1899
- Geschichte der Pfarreien des Dekanates Hersel (1885)
- Geschichte der Pfarreien des Dekanates Königswinter. (1890)
- Geschichte der Pfarreien des Dekanates Bonn, 1. Theil: Stadt Bonn (1894)
- Geschichte der Pfarreien des Dekanates Stadt Bonn, Teilband 2: Bonn Land 1899

Quellen
- Paul Redlich, Dr. †1901 (Clemen, Bonn)
- Historischer Verein für den Niederrhein: - Annalen des historischen Vereins für den Niederrhein, insbesondere die alte Erzdiözese Köln Heft 35–37. - Köln / Druck M. DuMont-Schauberg’sche Buchhandlung, 1880–82. - 1. Auflage. insgesamt 614 S. + Berichte + 2 Karten u. 1 Abb. Drei Hefte in einem Band

Zusammen mit Carl von Veith: Die Römerstrasse von Trier nach Köln. In: Jahrbücher des Vereins von Alterthumsfreunden im Rheinlande. Heft 83–85, Bonn 1883–85